# ژان سورل
ژان سورل (فرانسوی: Jean Sorel‎؛ زادهٔ ۲۵ سپتامبر ۱۹۳۴) هنرپیشه اهل فرانسه است.
از فیلم‌هایی که وی در آن نقش داشته‌است، می‌توان به چشم طمع به همسایه طبقه پنجم نداشته باشید، زیبای روز، روز شغال، ساندرا، مردی که می‌خندد، نمایی از پل، دختران زیبا، دایره عشق، قطار سریع‌السیر کازابلانکا، پری‌ها و تعطیلات آخر هفته، به سبک ایتالیایی اشاره کرد.